# Wyeomyia tarsata
Wyeomyia tarsata är en tvåvingeart som beskrevs av Lane och Cerqueria 1942. Wyeomyia tarsata ingår i släktet Wyeomyia och familjen stickmyggor. Inga underarter finns listade i Catalogue of Life.